# Anaxibia peteri
Anaxibia peteri là một loài nhện trong họ Dictynidae.
Loài này thuộc chi Anaxibia. Anaxibia peteri được Roger de Lessert miêu tả năm 1933.